# Genoveva Masip i Torner
Genoveva Masip i Torner (Sabadell, 19 de novembre de 1923 - Barcelona, 17 de juliol de 2015) fou una religiosa catalana, de la Companyia de les Filles de la Caritat de Sant Vicenç de Paül. Ajudà de manera continuada les persones més necessitades, delinqüents i drogodependents dels barris més desfavorits de Barcelona i també de la presó Model. També era coneguda com la Mare Teresa de les Rambles.

## Biografia
Nasqué a Sabadell en una família senzilla en què els pares treballaven en una fàbrica. Visqué una infantesa marcada per l'inici de la guerra civil. Mentre estudiava a Sabadell era voluntària de la Casa de la Caritat –avui Residència Albada, Hospital de Sabadell–, una entitat que ajudava malalts nens i persones necessitades i on conegué les Filles de la Caritat. Sovint anava a veure una de les germanes.
El punt d'inflexió en què decidí dedicar la seva vida als més necessitats fou quan una nena de dos anys a qui estava cordant els cordons de les sabates li va cridar "mare" i l'abraçà, en aquest moment va veure la vocació. El diumenge següent va comentar al seu grup de nois i noies amb qui anava a cantar, ballar sardanes i fer excursions, que des d'aquell moment els diumenges no podria sortir amb ells perquè havia decidit estar amb els nens orfes de la Casa de la Caritat.
Als 16 anys demanà ser religiosa, però fins als 20 no va ingressar al noviciat. Abans va estar tres anys en un col·legi en Sangüesa (Navarra) Després, el 1944, va estar tres mesos fent unes pràctiques a l'Hospital de San Fernando de Madrid, vivint amb la Comunitat amb les Filles de la Caritat que atenien als malalts. Després dels estudis al seminari de Madrid, el 20 d'octubre de 1944 va ser admesa com a membre de la Companyia.
El 1945 començà a estudiar magisteri a Barcelona i va ser professora al Col·legi de Jesús Natzarè de Barcelona, on començà a ajudar els més necessitats. La seva tasca principal era ser professora a l'escola, però quan es va assabentar que a prop tenia famílies que vivien entre malalties, delinqüència i violència domèstica, entre altres problemes, les començà a visitar. La policia l'intentà dissuadir, però ella es va dedicar a gestionar ajudes en medicines, aliments i roba, i impartir catecisme i escriptura als nens els caps de setmana.
Sovint en finalitzar la jornada i sobretot els diumenges anava a visitar les zones de la ciutat on la pobresa era molt evident, un dels llocs on més realitzava la seva tasca eren les coves de Montjuïc, es tractava de forats excavats a la muntanya on hi havien estat situats els canons de defensa i que estaven ocupats per famílies , moltes d'ètnia gitana, a qui portava aliments i medicines. Habitualment es feia acompanyar per una infermera jove que l'ajudava a administrar tractaments i realitzar cures bàsiques.
Durant aquesta època va esdevenir la primera voluntària de la presó Model, on portava medicines i atenia sobretot als drogodependents. Arribà a normalitzar l'atenció dels presos creant una xarxa entre les Filles de la Caritat i els jutges, fiscals, agents de la guàrdia urbana, universitaris, associacions benèfiques, funcionaris de la presó i treballadors socials. Amb el seu suport alguns obtingueren rebaixes de penes.
Des del 1964 va esdevenir responsable de la Casa de la Caritat o Hospital de Beneficència de Sabadell i des del 1967 directora del Seminari. També era directora del noviciat de Barcelona, on hi havia unes 18 novícies, que decidí formar a un lloc més tranquil, Santa Maria Reina de Sarrià, no estigué set anys. Durant aquest període, el 1973, va començar a fer de Visitadora o responsable de la congregació a la província canònica de Barcelona, mentre seguia ajudant a malalts de sida o drogodependents. Durant 10 anys coordinaria les comunitats de Catalunya, Balears i Osca.
El 1983 deixà el càrrec de Visitadora i se centrà en l'Obra Social Santa Lluïsa de Marillac, al barri de la Barceloneta (Barcelona), on juntament amb Josep Costa Planagumà fundà i dirigí la Fundació Acollida i Esperança. Aquesta entitat treballa per la reinserció de marginats socials, i principalment dels qui pateixen drogoaddicció, alcoholisme i sida i que estan socialment desassistits.
Des de la dècada de 1970 anava amb regularitat a visitar els presos de la Model i les famílies que malvivien a Montjuïc, Can Tunis i la Mina. Des de la dècada de 1980 anava al centre de Barcelona, el Somorrostro i la Barceloneta per ajudar els malalts de sida amb dignitat, juntament amb Adrià Trescents. La religiosa Maria Victòria Molins recordà després de la seva mort que l'acompanyava a l'Hospital del Mar de Barcelona, i que Masip havia estat la seva "mestra de tendresa".
Va donar el seu cos a la ciència. El 27 de setembre de 2015 es va celebrar un funeral institucional a Santa Maria del Mar de Barcelona, amb la presència del ministre Jorge Fernández Díaz, l'alcaldessa de Barcelona, Ada Colau, i la vicepresidenta del Govern de la Generalitat, Neus Munté, en una missa presidida pel pare paül José Ignacio Caamaño.

## Reconeixements
Va rebre diversos reconeixements. El 1992 va rebre la Creu de Sant Jordi de la Generalitat de Catalunya i la Medalla Conesti. El 1997 va rebre el premi Solidaritat de l'Institut de Drets Humans. El 1998 va rebre la Creu Blanca a l'Orde del Mèrit del Pla Nacional sobre Drogues i el premi d'Actuació Cívica de la Fundació Jaume I. El 2004 li lliuraren el Premi d'Actuació Cívica de la Fundació Jaume I i el 2007 el Premi Església Plural. També va rebre el premi Mossèn Vidal i Aunós el 2010 i la medalla Carrasco i Formiguera el 2011.